# Santo Expedito
Santo Expedito este un oraș în São Paulo (SP), Brazilia.